# Ministrowie skarbu i ministrowie finansów Polski
Poniższa tabela przedstawia wszystkich ministrów skarbu i ministrów finansów w Polsce od czasu utworzenia rządu polskiego w regencyjnym Królestwie Polskim w roku 1917 aż do dziś. W 1950 roku nastąpiła zmiana nazwy Ministerstwa Skarbu na Ministerstwo Finansów. Ministrów skarbu nie należy mylić z mającymi inny zakres obowiązków ministrami skarbu państwa z epoki III Rzeczypospolitej (zobacz też listę ministrów skarbu państwa).

### Ministrowie Finansów Rzeczypospolitej Polskiej

Herb Polski

## Ministrowie skarbu wregencyjnym Królestwie Polskim
| Lp. | Osoba                 | Od                   | Do                   |
| --- | --------------------- | -------------------- | -------------------- |
| 1   | Jan Kanty Steczkowski | 26 listopada 1917    | 27 lutego 1918       |
| 2   | Antoni Wieniawski     | 27 lutego 1918       | 4 kwietnia 1918      |
| 3   | Jan Kanty Steczkowski | 4 kwietnia 1918      | 23 października 1918 |
| 4   | Józef Englich         | 23 października 1918 | 4 listopada 1918     |
| 5   | Franciszek Jossé      | 4 listopada 1918     | 18 listopada 1918    |

## Ministrowie skarbu wII Rzeczypospolitej
| Lp. | Osoba                     | Od                   | Do                   |
| --- | ------------------------- | -------------------- | -------------------- |
| –   | Władysław Byrka (p.o.)    | 18 listopada 1918    | 16 stycznia 1919     |
| 6   | Józef Englich             | 16 stycznia 1919     | 4 kwietnia 1919      |
| 7   | Stanisław Karpiński       | 4 kwietnia 1919      | 31 sierpnia 1919     |
| 8   | Leon Biliński             | 31 sierpnia 1919     | 9 grudnia 1919       |
| 9   | Władysław Grabski         | 13 grudnia 1919      | 25 listopada 1920    |
| –   | Ignacy Weinfeld (p.o.)    | 25 listopada 1920    | 26 listopada 1920    |
| 10  | Jan Kanty Steczkowski     | 26 listopada 1920    | 13 września 1921     |
| –   | Bolesław Markowski (p.o.) | 13 września 1921     | 26 września 1921     |
| 11  | Jerzy Michalski           | 26 września 1921     | 6 czerwca 1922       |
| –   | Kazimierz Zaczek (p.o.)   | 28 czerwca 1922      | 3 lipca 1922         |
| 12  | Zygmunt Jastrzębski       | 3 lipca 1922         | 2 stycznia 1923      |
| 13  | Bolesław Markowski        | 2 stycznia 1923      | 13 stycznia 1923     |
| 14  | Władysław Grabski         | 13 stycznia 1923     | 1 lipca 1923         |
| 15  | Hubert Linde              | 1 lipca 1923         | 1 września 1923      |
| 16  | Władysław Kucharski       | 1 września 1923      | 14 grudnia 1923      |
| 17  | Władysław Grabski         | 19 grudnia 1923      | 13 listopada 1925    |
| –   | Czesław Klarner (p.o.)    | 13 listopada 1925    | 14 listopada 1925    |
| 18  | Jerzy Zdziechowski        | 20 listopada 1925    | 14 maja 1926         |
| 19  | Gabriel Czechowicz        | 15 maja 1926         | 4 czerwca 1926       |
| 20  | Czesław Klarner           | 8 czerwca 1926       | 30 września 1926     |
| 21  | Gabriel Czechowicz        | 2 października 1926  | 8 lutego 1929        |
| –   | Tadeusz Grodyński (p.o.)  | 8 lutego 1929        | 13 kwietnia 1929     |
| 22  | Ignacy Matuszewski        | 14 kwietnia 1929     | 7 grudnia 1929       |
| –   | Ignacy Matuszewski (p.o.) | 29 grudnia 1929      | 4 grudnia 1930       |
| 23  | Ignacy Matuszewski        | 5 grudnia 1930       | 26 maja 1931         |
| 24  | Jan Piłsudski             | 27 maja 1931         | 6 września 1932      |
| 25  | Władysław Marian Zawadzki | 6 września 1932      | 12 października 1935 |
| 26  | Eugeniusz Kwiatkowski     | 13 października 1935 | 30 września 1939     |

## Ministrowie skarbuna uchodźstwiei wRzeczypospolitej Polskiej/Polskiej Rzeczypospolitej Ludowej
| Lp.                               | Osoba                   | Od                   | Do                   | #                                                         | Osoba                                                     | Od                                                        | Do                                                        |
| --------------------------------- | ----------------------- | -------------------- | -------------------- | --------------------------------------------------------- | --------------------------------------------------------- | --------------------------------------------------------- | --------------------------------------------------------- |
| Ministrowie skarbu na uchodźstwie |                         |                      |                      |                                                           |                                                           |                                                           |                                                           |
| 27                                | Adam Koc                | 30 września 1939     | 9 grudnia 1939       |                                                           |                                                           |                                                           |                                                           |
| 28                                | Henryk Strasburger      | 9 grudnia 1939       | 4 lipca 1943         | Ministrowie skarbu w Rzeczypospolitej Polskiej            | Ministrowie skarbu w Rzeczypospolitej Polskiej            | Ministrowie skarbu w Rzeczypospolitej Polskiej            | Ministrowie skarbu w Rzeczypospolitej Polskiej            |
| 29                                | Ludwik Grosfeld         | 14 lipca 1943        | 24 listopada 1944    | –                                                         | Jan Stefan Haneman                                        | 5 grudnia 1944                                            | 31 grudnia 1944                                           |
| 30                                | Jan Kwapiński           | 29 listopada 1944    | 2 lipca 1947         | 31                                                        | Konstanty Dąbrowski                                       | 31 grudnia 1944                                           | 7 marca 1950                                              |
| –                                 | Tadeusz Komorowski      | 2 lipca 1947         | 10 lutego 1949       | zmiana nazwy Ministerstwa Skarbu na Ministerstwo Finansów | zmiana nazwy Ministerstwa Skarbu na Ministerstwo Finansów | zmiana nazwy Ministerstwa Skarbu na Ministerstwo Finansów | zmiana nazwy Ministerstwa Skarbu na Ministerstwo Finansów |
| –                                 | wakat                   | 10 lutego 1949       | 25 września 1950     | 31                                                        | Konstanty Dąbrowski                                       | 7 marca 1950                                              | 22 lipca 1952                                             |
| –                                 | Stanisław Sopicki       | 25 września 1950     | 21 czerwca 1955      | Ministrowie finansów w Polskiej Rzeczypospolitej Ludowej  | Ministrowie finansów w Polskiej Rzeczypospolitej Ludowej  | Ministrowie finansów w Polskiej Rzeczypospolitej Ludowej  | Ministrowie finansów w Polskiej Rzeczypospolitej Ludowej  |
| –                                 | Antoni Pająk            | 8 sierpnia 1955      | 26 września 1963     | 31                                                        | Konstanty Dąbrowski                                       | 22 lipca 1952                                             | 20 listopada 1952                                         |
| –                                 | Tadeusz Machalski       | 9 października 1963  | 23 lutego 1965       | 32                                                        | Tadeusz Dietrich                                          | 21 listopada 1952                                         | 28 lipca 1960                                             |
| –                                 | Stanisław Lubodziecki   | 23 lutego 1965       | 14 czerwca 1965      | 33                                                        | Jerzy Albrecht                                            | 16 listopada 1960                                         | 15 lipca 1968                                             |
| –                                 | Andrzej Cichowski       | 26 czerwca 1965      | 11 października 1965 | 34                                                        | Stanisław Majewski                                        | 15 lipca 1968                                             | 27 czerwca 1969                                           |
| –                                 | Augustyn Gruszka        | 11 października 1965 | 11 czerwca 1970      | 35                                                        | Józef Trendota                                            | 27 czerwca 1969                                           | 22 grudnia 1971                                           |
| –                                 | Stanisław Nowak         | 20 lipca 1970        | 15 grudnia 1973      | 36                                                        | Stefan Jędrychowski                                       | 22 grudnia 1971                                           | 21 listopada 1974                                         |
| –                                 | wakat                   | 17 stycznia 1974     | 15 lipca 1976        | 37                                                        | Henryk Kisiel                                             | 21 listopada 1974                                         | 2 kwietnia 1980                                           |
| –                                 | Zygmunt Szadkowski      | 5 sierpnia 1976      | 12 czerwca 1978      | 38                                                        | Marian Krzak                                              | 2 kwietnia 1980                                           | 9 października 1982                                       |
| –                                 | Stanisław Borczyk       | 12 lipca 1978        | 31 października 1989 | 39                                                        | Stanisław Nieckarz                                        | 9 października 1982                                       | 17 lipca 1986                                             |
| –                                 | Jerzy Ostoja-Koźniewski | 1 listopada 1989     | 20 grudnia 1990      | 40                                                        | Bazyli Samojlik                                           | 17 lipca 1986                                             | 14 października 1988                                      |
|                                   |                         |                      |                      | 41                                                        | Andrzej Wróblewski                                        | 14 października 1988                                      | 12 września 1989                                          |
| 42                                | Leszek Balcerowicz      | 12 września 1989     | 29 grudnia 1989      |                                                           |                                                           |                                                           |                                                           |

## Ministrowie wIII Rzeczpospolitej(od 1989)

### Ministrowie Finansów Rzeczypospolitej Polskiej[2]
| Lp.   | Zdjęcie                              | Imię i nazwisko (partia polityczna)                            | Objęcie urzędu | Złożenie urzędu | Długość urzędowania | Rząd                               |
| ----- | ------------------------------------ | -------------------------------------------------------------- | -------------- | --------------- | ------------------- | ---------------------------------- |
| 1.    |                                      | Leszek Balcerowicz (ur. 1947)                                  | 12 IX 1989     | 23 XII 1991     | 832 dni             | Rząd Tadeusza Mazowieckiego        |
| 1.    | Rząd Jana Krzysztofa Bieleckiego     | Leszek Balcerowicz (ur. 1947)                                  | 12 IX 1989     | 23 XII 1991     | 832 dni             |                                    |
| 2.    |                                      | Karol Lutkowski (ur. 1939)                                     | 23 XII 1991    | 28 II 1992      | 67 dni              | Rząd Jana Olszewskiego             |
| 3.    |                                      | Andrzej Olechowski (ur. 1947)                                  | 28 II 1992     | 5 VI 1992       | 98 dni              | Rząd Jana Olszewskiego             |
| 4.    |                                      | Jerzy Osiatyński (UD) (1941–2022)                              | 11 VII 1992    | 26 X 1993       | 472 dni             | Rząd Hanny Suchockiej              |
| 5.    |                                      | Marek Borowski (SdRP) (ur. 1946)                               | 26 X 1993      | 8 II 1994       | 105 dni             | Rząd Waldemara Pawlaka             |
| 6.    |                                      | Grzegorz Kołodko (ur. 1949)                                    | 28 IV 1994     | 4 II 1997       | 1013 dni            | Rząd Waldemara Pawlaka             |
| 6.    | Rząd Józefa Oleksego                 | Grzegorz Kołodko (ur. 1949)                                    | 28 IV 1994     | 4 II 1997       | 1013 dni            |                                    |
| 6.    | Rząd Włodzimierza Cimoszewicza       | Grzegorz Kołodko (ur. 1949)                                    | 28 IV 1994     | 4 II 1997       | 1013 dni            |                                    |
| 7.    |                                      | Marek Belka (ur. 1952)                                         | 4 II 1997      | 31 X 1997       | 269 dni             |                                    |
| (1.)  |                                      | Leszek Balcerowicz (UW) (ur. 1947)                             | 31 X 1997      | 8 VI 2000       | 951 dni             | Rząd Jerzego Buzka                 |
| 8.    |                                      | Jarosław Bauc (ur. 1957)                                       | 12 VI 2000     | 28 VIII 2001    | 442 dni             | Rząd Jerzego Buzka                 |
| 9.    |                                      | Halina Wasilewska-Trenkner (1942–2017)                         | 28 VIII 2001   | 19 X 2001       | 52 dni              | Rząd Jerzego Buzka                 |
| (7).  |                                      | Marek Belka (SLD) (ur. 1952)                                   | 19 X 2001      | 6 VII 2002      | 260 dni             | Rząd Leszka Millera                |
| (6.)  |                                      | Grzegorz Kołodko (ur. 1949)                                    | 6 VII 2002     | 16 VI 2003      | 345 dni             | Rząd Leszka Millera                |
| 10.   |                                      | Andrzej Raczko (ur. 1953)                                      | 16 VI 2003     | 21 VII 2004     | 401 dni             | Rząd Leszka Millera                |
| 10.   | Pierwszy rząd Marka Belki            | Andrzej Raczko (ur. 1953)                                      | 16 VI 2003     | 21 VII 2004     | 401 dni             |                                    |
| 10.   | Drugi rząd Marka Belki               | Andrzej Raczko (ur. 1953)                                      | 16 VI 2003     | 21 VII 2004     | 401 dni             |                                    |
| 11.   |                                      | Mirosław Gronicki (ur. 1950)                                   | 21 VII 2004    | 31 X 2005       | 467 dni             |                                    |
| 12.   |                                      | Teresa Lubińska (ur. 1952)                                     | 31 X 2005      | 7 I 2006        | 68 dni              | Rząd Kazimierza Marcinkiewicza     |
| 13.   |                                      | Zyta Gilowska (1949–2016)                                      | 7 I 2006       | 24 VI 2006      | 168 dni             | Rząd Kazimierza Marcinkiewicza     |
| 14.   |                                      | Paweł Wojciechowski (ur. 1960)                                 | 24 VI 2006     | 14 VII 2006     | 20 dni              | Rząd Kazimierza Marcinkiewicza     |
| 15.   |                                      | Stanisław Kluza (ur. 1972)                                     | 14 VII 2006    | 22 IX 2006      | 70 dni              | Rząd Jarosława Kaczyńskiego        |
| (13.) |                                      | Zyta Gilowska (1949–2016)                                      | 22 IX 2006     | 7 IX 2007       | 350 dni             | Rząd Jarosława Kaczyńskiego        |
| (13.) | 10 IX 2007                           | Zyta Gilowska (1949–2016)                                      | 16 XI 2007     | 67 dni          |                     | Rząd Jarosława Kaczyńskiego        |
| 16.   |                                      | Jan Vincent-Rostowski (PO) (ur. 1951)                          | 16 XI 2007     | 27 XI 2013      | 2203 dni            | Pierwszy rząd Donalda Tuska        |
| 16.   | Drugi rząd Donalda Tuska             | Jan Vincent-Rostowski (PO) (ur. 1951)                          | 16 XI 2007     | 27 XI 2013      | 2203 dni            |                                    |
| 17.   |                                      | Mateusz Szczurek (ur. 1975)                                    | 27 XI 2013     | 16 XI 2015      | 719 dni             |                                    |
| 17.   | Rząd Ewy Kopacz                      | Mateusz Szczurek (ur. 1975)                                    | 27 XI 2013     | 16 XI 2015      | 719 dni             |                                    |
| 18.   |                                      | Paweł Szałamacha (ur. 1969)                                    | 16 XI 2015     | 28 IX 2016      | 317 dni             | Rząd Beaty Szydło                  |
| 19.   |                                      | Mateusz Morawiecki (PiS) (ur. 1968)                            | 28 IX 2016     | 9 I 2018        | 468 dni             | Rząd Beaty Szydło                  |
| 19.   | Pierwszy rząd Mateusza Morawieckiego | Mateusz Morawiecki (PiS) (ur. 1968)                            | 28 IX 2016     | 9 I 2018        | 468 dni             |                                    |
| 20.   |                                      | Teresa Czerwińska (ur. 1974)                                   | 9 I 2018       | 4 VI 2019       | 511 dni             |                                    |
| 21.   |                                      | Marian Banaś (ur. 1955)                                        | 4 VI 2019      | 30 VIII 2019    | 88 dni              |                                    |
| 22.   |                                      | Jerzy Kwieciński (ur. 1959)                                    | 20 IX 2019     | 15 XI 2019      | 56 dni              |                                    |
| 23.   |                                      | Tadeusz Kościński (ur. 1956)                                   | 15 XI 2019     | 9 II 2022       | 817 dni             | Drugi rząd Mateusza Morawieckiego  |
| (19.) |                                      | Mateusz Morawiecki (PiS), jako wykonujący obowiązki (ur. 1968) | 10 II 2022     | 26 IV 2022      | 75 dni              | Drugi rząd Mateusza Morawieckiego  |
| 24.   |                                      | Magdalena Rzeczkowska (ur. 1974)                               | 26 IV 2022     | 27 XI 2023      | 580 dni             | Drugi rząd Mateusza Morawieckiego  |
| 25.   |                                      | Andrzej Kosztowniak (PiS) (ur. 1976)                           | 27 XI 2023     | 13 XII 2023     | 16 dni              | Trzeci rząd Mateusza Morawieckiego |
| 26.   |                                      | Andrzej Domański (PO) (ur. 1981)                               | 13 XII 2023    | nadal           | 541 dni             | Trzeci rząd Donalda Tuska          |